# Ørnulf Bast

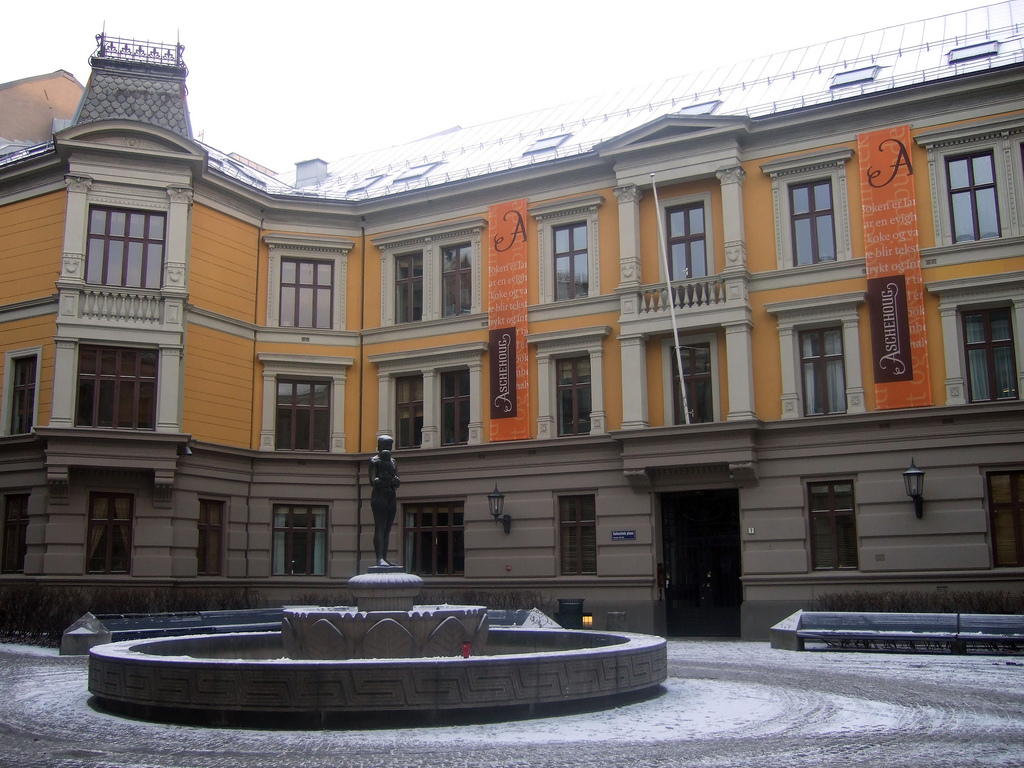
Skulptur på Sehestads plats i Oslo

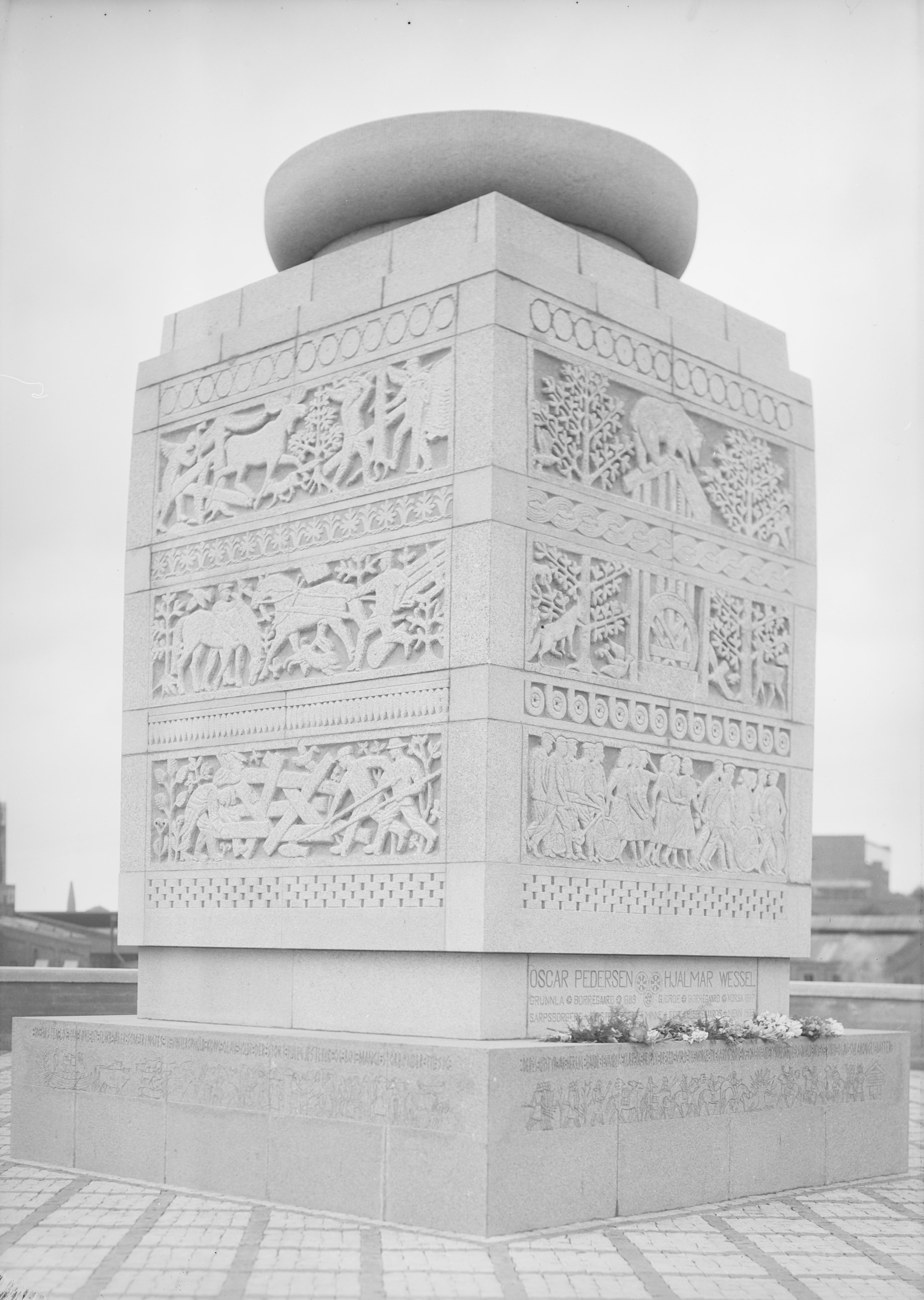
Borregaard-monumentet i Sarpsborg med relief knutna til Borregaard

Ørnulf Bast, född 25 januari 1907 i Kristiania, död 28 oktober 1974 i Oslo, var norsk skulptör, målare och grafiker. Han var en av de ledande norska skulptörerna under 1900-talet.

## Utbildning och arbete
Ørnulf Bast utbildade sig vid Statens kunstakademi 1927–1930 för bland andra Wilhelm Rasmussen. Han är representerad med verk över hela Norge, samt i USA, Danmark, Frankrike och Kanada. 
Han gjorde studieresor till Egypten, Marocko, Grekland, Italien och Spanien, som gav honom intryck för ornament, färgval och klassiska motiv. Från tidig ålder var barn en inspirationskälla och de återkommer i monument, galjonsfigurer, fontäner, reliefer och fristående skulpturer, och han använde också i stor utsträckning sina egna barn som modeller.
Hans starka anknytning till Stavern går tillbaka till 1935, då han blev en del av den rika konstnärsmiljön på Citadelløya. Bast hade permanent sommarställe i Fuglevik vid Rakke från 1947 och fram till sin död 1974, där han också hade sin ateljé.
Bast tilldelades Kongens fortjenstmedalje i guld. Han var gift med Lajla Theresia von Hanno och de hade fyra barn.

## Verk i urval
- Bjørnson-monumentet
- Två bronslejon utanför Kunstnernes Hus i Oslo
- Borregaard-monumentet, granit, Sarpsborg, 1939.[4]
- St. Hallvardbrunnen, Drammen
- Monumentet Kongens nei, Elverum
- Utvandrarmonumentet vid Østbanestasjonen i Oslo
- Evigt liv på Sehesteds plats i Oslo, 1950 (gåva till staden av Aschehougs Förlag)
- Krigsminnesmärket framför Stavern kirke
- Stavernsgutten i Kyrkdammen, Stavern
- Stavernspiken
- Bysterna av Herman Wildenvey och Einar Schöning, Stavern

Bast finns representerad vid bland annat Nationalmuseum i Stockholm.